# Pseudocobelura prolixa
Pseudocobelura prolixa là một loài bọ cánh cứng trong họ Cerambycidae.